# Hokuto Shimoda
Hokuto Shimoda (下田北斗?, Shimoda Hokuto; Hiratsuka, 7 novembre 1991) è un calciatore giapponese, centrocampista del Machida Zelvia.

## Caratteristiche tecniche
È un centrocampista sinistro difensivo che è in grado di ricoprire il ruolo sia di mediano che quello di centrocampista centrale.

## Statistiche

### Presenze e reti nei club
Statistiche aggiornate all'8 dicembre 2024.
| Stagione                 | Squadra                  | Campionato               | Campionato | Campionato | Coppa nazionale | Coppa nazionale | Coppa nazionale | Coppe continentali | Coppe continentali | Coppe continentali | Altre coppe | Altre coppe | Altre coppe | Totale | Totale |
| Stagione                 | Squadra                  | Comp                     | Pres       | Reti       | Comp            | Pres            | Reti            | Comp               | Pres               | Reti               | Comp        | Pres        | Reti        | Pres   | Reti   |
| ------------------------ | ------------------------ | ------------------------ | ---------- | ---------- | --------------- | --------------- | --------------- | ------------------ | ------------------ | ------------------ | ----------- | ----------- | ----------- | ------ | ------ |
| 2014                     | Ventforet Kofu           | J1                       | 11         | 0          | CG+CdL          | 2+4             | 0               | -                  | -                  | -                  | -           | -           | -           | 17     | 0      |
| 2015                     | Ventforet Kofu           | J1                       | 22         | 2          | CG+CdL          | 3+5             | 0               | -                  | -                  | -                  | -           | -           | -           | 30     | 2      |
| Totale Ventforet Kofu    | Totale Ventforet Kofu    | Totale Ventforet Kofu    | 33         | 2          |                 | 14              | 0               |                    | -                  | -                  |             | -           | -           | 47     | 2      |
| 2016                     | Shonan Bellmare          | J1                       | 23         | 2          | CG+CdL          | 1+4             | 3+0             | -                  | -                  | -                  | -           | -           | -           | 28     | 5      |
| 2017                     | Shonan Bellmare          | J2                       | 10         | 0          | CG              | 2               | 0               | -                  | -                  | -                  | -           | -           | -           | 12     | 0      |
| Totale Shonan Bellmare   | Totale Shonan Bellmare   | Totale Shonan Bellmare   | 33         | 2          |                 | 7               | 3               |                    | -                  | -                  |             | -           | -           | 40     | 5      |
| 2018                     | Kawasaki Frontale        | J1                       | 5          | 1          | CG+CdL          | 2+0             | 0               | ACL                | 1                  | 0                  | SG          | 0           | 0           | 8      | 1      |
| 2019                     | Kawasaki Frontale        | J1                       | 15         | 0          | CG+CdL          | 3+4             | 0+1             | ACL                | 0                  | 0                  | SG          | 0           | 0           | 22     | 1      |
| 2020                     | Kawasaki Frontale        | J1                       | 14         | 0          | CG+CdL          | 0+2             | 0               | -                  | -                  | -                  | -           | -           | -           | 16     | 0      |
| Totale Kawasaki Frontale | Totale Kawasaki Frontale | Totale Kawasaki Frontale | 34         | 1          |                 | 11              | 1               |                    | 1                  | 0                  |             | 0           | 0           | 46     | 2      |
| 2021                     | Oita Trinita             | J1                       | 32         | 1          | CG+CdL          | 3+3             | 0               | -                  | -                  | -                  | -           | -           | -           | 38     | 1      |
| 2022                     | Oita Trinita             | J2                       | 35         | 3          | CG+CdL          | 1+0             | 0               | -                  | -                  | -                  | -           | -           | -           | 36     | 3      |
| Totale Oita Trinita      | Totale Oita Trinita      | Totale Oita Trinita      | 67         | 4          |                 | 7               | 0               |                    | -                  | -                  |             | -           | -           | 74     | 4      |
| 2023                     | Machida Zelvia           | J2                       | 31         | 5          | CG              | 1               | 0               | -                  | -                  | -                  | -           | -           | -           | 32     | 5      |
| 2024                     | Machida Zelvia           | J1                       | 30         | 5          | CG+CdL          | 0+6             | 0+2             | -                  | -                  | -                  | -           | -           | -           | 36     | 7      |
| 2025                     | Machida Zelvia           | J1                       | 0          | 0          | CG+CdL          | 0               | 0               | ACL                | 0                  | 0                  | -           | -           | -           | 0      | 0      |
| Totale Machida Zelvia    | Totale Machida Zelvia    | Totale Machida Zelvia    | 61         | 10         |                 | 7               | 2               |                    | 0                  | 0                  |             | -           | -           | 68     | 12     |
| Totale carriera          | Totale carriera          | Totale carriera          | 228        | 19         |                 | 46              | 6               |                    | 1                  | 0                  |             | 0           | 0           | 275    | 25     |

## Palmarès

### Club

#### Competizioni nazionali
- J2 League: 2

Shonan Bellmare: 2017
Machida Zelvia: 2023
- Campionato giapponese: 2

Kawasaki Frontale: 2018, 2020
- Supercoppa del Giappone: 1

Kawasaki Frontale: 2019
- Coppa J. League: 1

Kawasaki Frontale: 2019

### Nazionale
- Universiadi:   1

Kazan' 2013